# Joachim Rüdiger von Owstin
Joachim Rüdiger von Owstin, auch Jochen Rötger v. O., (* 14. Oktober 1634 in Jamitzow; † 13. Oktober 1698 ebenda) war ein deutscher Jurist, schwedisch-pommerscher Regierungsrat und Vizepräsident des Obertribunals Wismar.

## Leben
Der Sohn des Joachim Kuno von Owstin und der Dorothea von Carnitz studierte an der Universität Greifswald Rechtswissenschaften und verteidigte hier 1653 bei Johann Pommeresche eine Disputation zu De legibus. Später ging er an die Universität Gießen, wo er 1656 unter G. S. Schütz eine Disputation de remedio appelationis verteidigte. Nach Abschluss seiner Studien unternahm er eine Bildungsreise durch Frankreich und andere Länder.
Nach seiner Rückkehr wurde er 1662 Referendar am königlichen Hofgericht. 1663 wurde er Assessor am Obertribunal Wismar. 1671 wurde er als Regierungsrat in die Regierung Schwedisch-Pommerns berufen. 1680 wurde er zum Vizepräsidenten des Obertribunals ernannt. 1693 folgte er einem Ruf an den württembergischen Hof, wo er Geheimrat wurde und eine Stellung als Präsident des Hofgerichts erhielt. Der Krieg mit Frankreich bewog ihn 1696 von seinem Amt zurück zutreten und nach Schwedisch-Pommern zurückzukehren. Dort lebte er bis zu seinem Tode 1698 zurückgezogen auf seinen Gütern.
Joachim Rüdiger von Owstin war verheiratet mit Ursula Margaretha von der Osten und hatte mit ihr zwei Töchter und drei Söhne, die vor ihm starben.